# Aranno

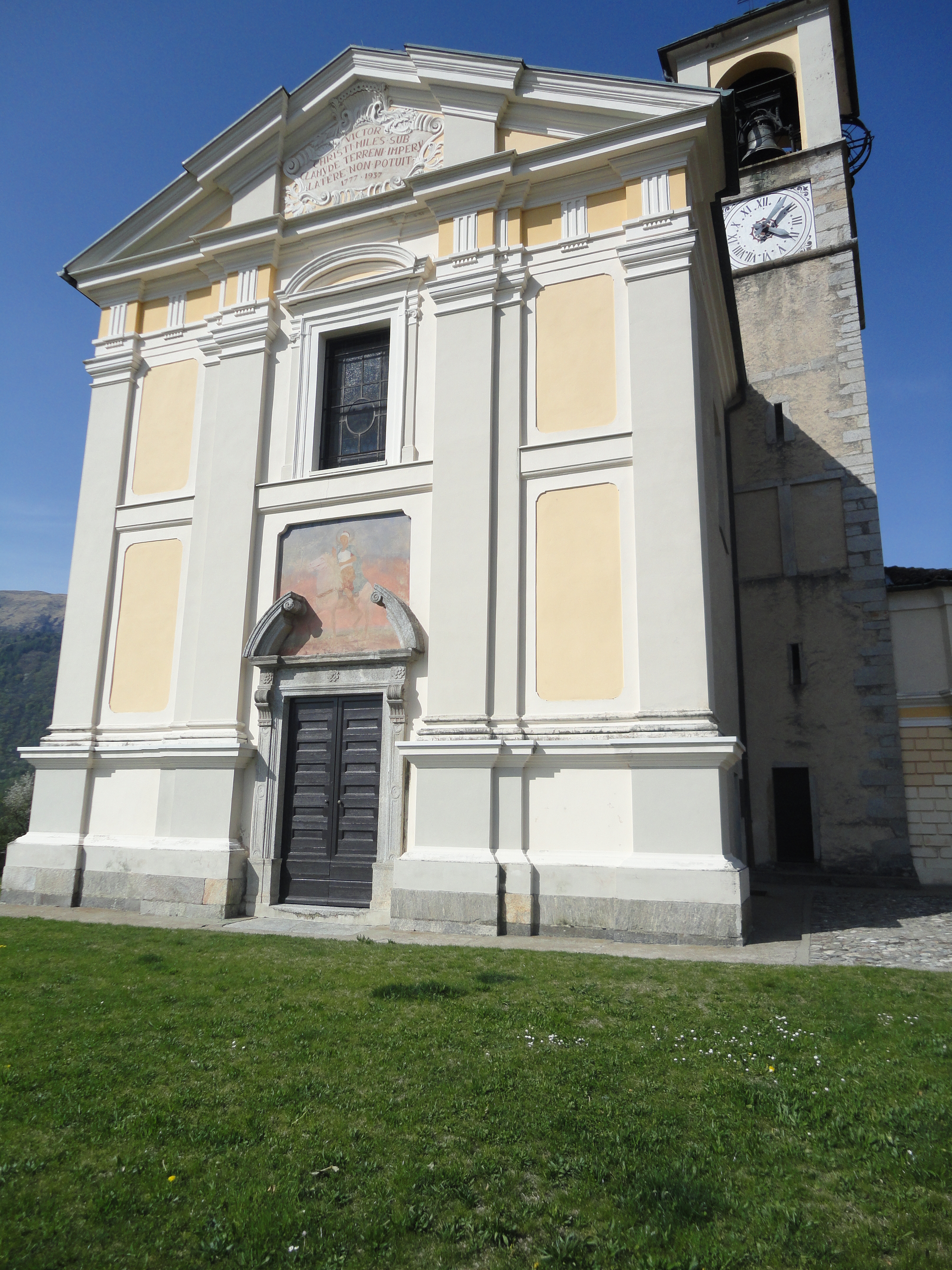
Pfarrkirche San Vittore Mauro

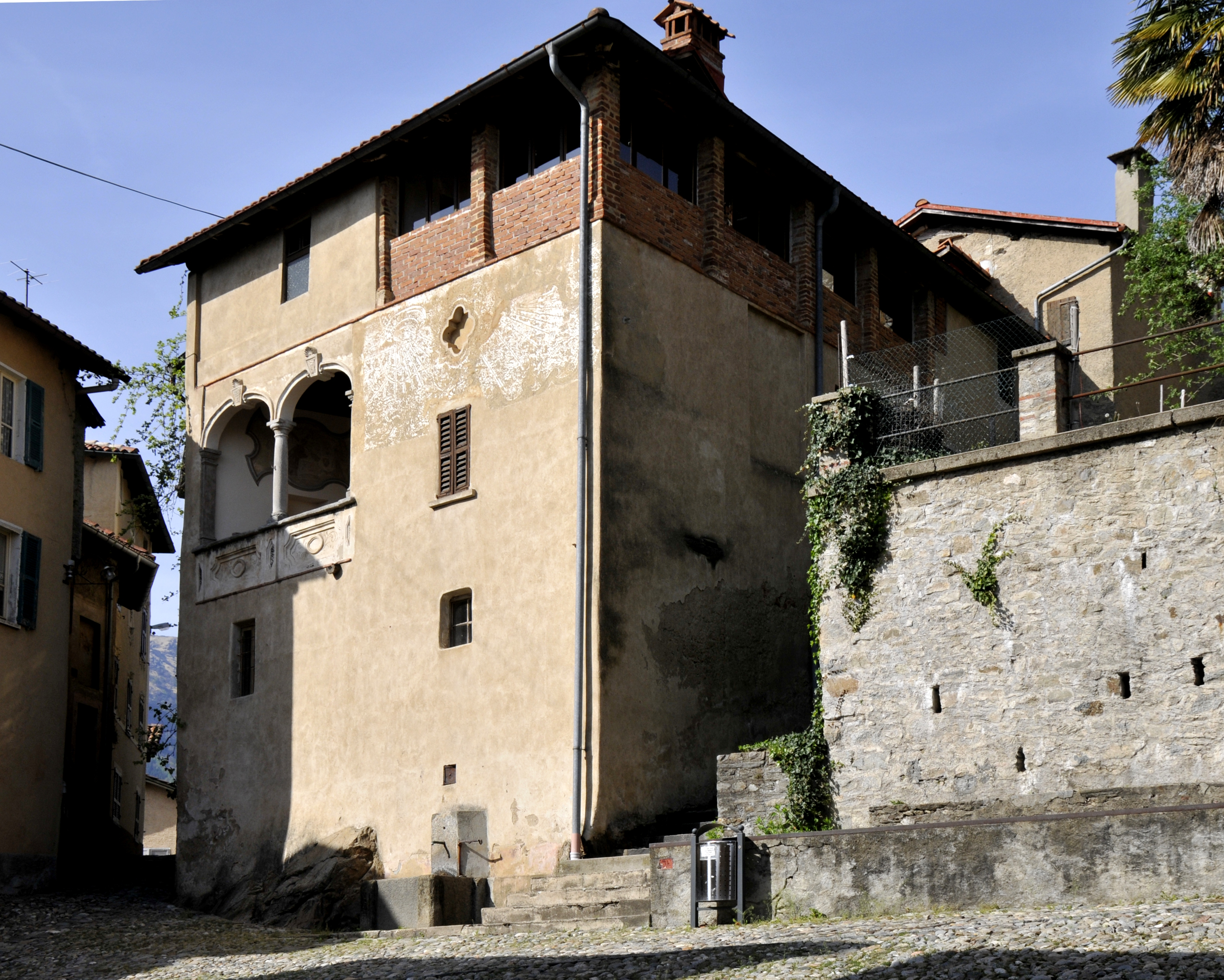
Wohnhaus Righetti

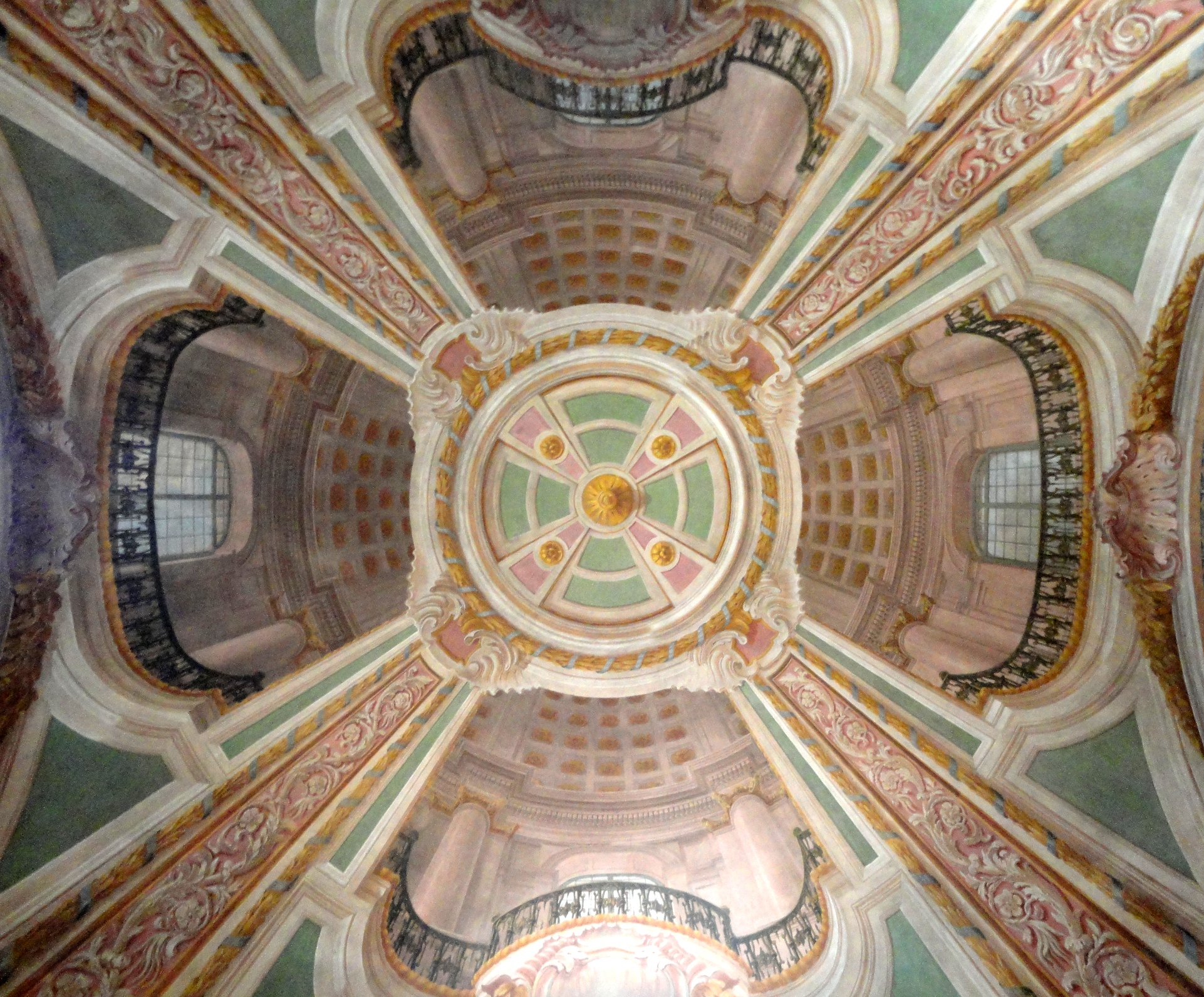
Kirche San Vittore Mauro, Innenansicht

Aranno ist eine politische Gemeinde im Schweizer Kanton Tessin. Sie gehört zum Kreis Breno, der im Bezirk Lugano liegt.

## Geographie
Das waldreiche Dorf liegt im Malcantone auf 731 m ü. M. am linken Ufer des Flusses Magliasina, 7 km westlich von Lugano, am Fusse des Montaccio. Früher wurde hier intensiv Reb- und Getreidebau betrieben.
Die Nachbargemeinden sind im Norden Alto Malcantone, im Osten Cademario und im Südwesten Bioggio und Lema.

## Geschichte
Das Dorf wurde 1335 als Arano erstmals erwähnt. 1842 entdeckte man einen Grabstein mit nordetruskischer Inschrift, der allerdings durch die Arbeiter in vier Stücke zerschlagen wurde. Eine Kopie befindet sich heute im historischen Museum von Lugano. Nach der Überlieferung bestand in Aranno ein römisches Schloss, auf dessen Ruinen die Pfarrkirche von San Vittore gebaut worden sei.
Auf den 10. Dezember 2014 schlossen sich die Bürgergemeinden von Aranno, Cimo und Iseo zusammen.

## Bevölkerungsentwicklung
Einwohnerzahlen: Volkszählungsdaten

## Sehenswürdigkeiten
Das Dorfbild ist im Inventar der schützenswerten Ortsbilder der Schweiz (ISOS) als schützenswertes Ortsbild der Schweiz von nationaler Bedeutung eingestuft.
- Pfarrkirche San Vittore Mauro, erwähnt seit 1352, restauriert in den Jahren 1937 und 1973; das kuppelüberdachte Kirchenschiff von Domenico Pelli ist mit Fresken von Cipriano Pelli aus dem Jahr 1777 geschmückt.[13]
- Palazzo Pelli[13]
- Wanderweg: Il sentiero delle meraviglie («Der Weg der Wunder»)[14]